# أليانو تيرمي
أليانو تيرمي (بالإيطالية: Agliano Terme) هي بلدة وبلدية في مقاطعة أستي في إقليم بييمونتي في الإيطالي.

## السكان
تطور النمو السكاني لـ أليانو تيرمي